# مهدي القلاف
مهدي أحمد عبد الله القلاف (المعروف باسم مهدي القلاف، english Mahdi Al-Qallaf) من مواليد 8 يوليو 1984 هو لاعب كويتي محترف في كرة اليد لنادي القادسية الكويتي الذي يلعب كلاعب خط خلفي ولعب لأندية الخليج أيضا كفريق الكويت الوطني لكرة اليد. قضى مهدي حياته المهنية بالكامل مع ستة أندية.

## حياة خاصة
ولد مهدي في مدينة الكويت، الكويت عام 1984. كان مهتمًا بالرياضة وبدأ في لعب كرة اليد في سن مبكرة جدًا. وتابع أيضا دراسته. تخرج عام 2011 من جامعة الخليج كمهندس مدني. 
متزوج وله خمسة أولاد هم حسن وأحمد وجاسم وحور وحورة.

## المسار المهني
التحق مهدي بعمر 11 عام 1995 بنادي القادسية حيث بدأ مسيرته كلاعب كرة يد.  كان يلعب مع القادسية من عام 1995 حتى 2013. في بداية مسيرته المهنية، فاز بأول بطل دوري كرة يد عمره 12 عامًا في الكويت للفترة 1996/1997. شارك في العديد من الكؤوس مثل بطل الدوري الكويتي 2006. 
انضم مهدي إلى فريق الكويت الوطني لكرة اليد في عام 2001. وقد لعب في فريق الكويت الوطني لكرة اليد حيث فاز ببطولة آسيا للناشئين في كرة اليد عام 2004 وكذلك في بطولة آسيا لكرة اليد عام 2006. 
واصل مسيرته ضمن فريق الكويت الوطني لكرة اليد حيث شارك في بطولة العالم لكرة اليد للرجال في أعوام 2003 و 2007 و 2009.
استمرت رحلة المهدي في كرة اليد في الكويت حيث انضم في 2014 إلى القرين. انضم إلى العديد من الأبطال في بطولة الكويت وبطولة آسيا.  غادر مهدي نادي القرين عام 2016  وانضم إلى السالمية  عام 2016. وخلال الفترة 2016-2017 فازوا بالمركز الثاني في أبطال الكويت. 
في عام 2018 ، انضم مهدي إلى كاظمة خلال فترة واحدة.  حصل الفريق على المركز الرابع في الدوري الكويتي. 
في عام 2019 انضم مرة أخرى إلى نادي القادسية الكويتي.  بسبب فيروس كورونا، توقفت بطولة الكويت لكرة اليد.